# Fares Micue
Fares Micue (Arrecife, isla de Lanzarote, 1987)  es una fotógrafa autodidacta española, de autorretrato.

## Biografía
Esta fotógrafa canaria, adquirió en 2009 su primera cámara, y comenzó a explorar la fotografía en todas sus formas como un hobby en esta disciplina, en la que evolucionó de manera completamente autodidacta. Después de 6 años  se dio cuenta de que la fotografía era el medio perfecto para compartir sus pensamientos, ideas y percepción de la realidad y, desde ese momento adoptó un enfoque diferente en la forma en la que creaba sus imágenes, poniendo mucha atención en todos los elementos a incluir, como la ubicación, colores, accesorios, mensaje o lenguaje corporal, creando una imagen final en alineación con su idea.
La obra de la artista arrecifeña está llena de simbolismo, cada elemento de sus composiciones tiene un propósito y la combinación de todos ellos transforma sus ideas en imágenes. Aunque siempre tuvo atracción por el arte, nunca había tenido una inclinación especial hacia la fotografía. Sin embargo, siempre le ha gustado escribir, así que cuando descubrió la fotografía y comenzó a indagar y adentrarme en ella, comprendió que sería una manera perfecta de dar vida a todas esas historias que escribe, al igual que para compartir sus pensamientos e ideas con los demás.  Describe el encuentro con su alter ego como un despertar. Su trabajo invita a entrar en un mundo onírico, vibrante, colorista y enérgico. En 2023 fue descrita como una artista visual.
Ha realizado exposiciones en Madrid, Colorado, en Francia, en Roma, en Iowa,  en Venecia. Ha realizado publicaciones en diferentes revistas como Clark Gardens, en la portada Capitel. Aesthetica Magazine. Singulart, Issuu

## Premios y reconocimientos
- Año 2018. FAPA - Nominación- Estados Unidos.[11]
- Años 2018. ND Award / Fine Art - Nominación- Estados Unidos.[11]
- Año 2018. PRIX DE LA PHOTOGRAPHIE PARIS – 12TH ANNUAL PX3 2018 - Nominación- París, Francia.[11]
- Año 2019. Chromatic Awards: International Color Photography Contest - Nominación- Estados Unidos.[11]
- Año 2019. ND Award / Fine Art - Nominación- España.[11]
- Año 2019. MonoVisions Black and White Photography Awards - Nominación- España.[11]
- Año 2019. PX3 / Prix de la Photographie Paris - Nominación- Francia.[11]